# Korytyba (Starogard Gdański)
Korytyba – część miasta Starogard Gdański, położona na południowy zachód od jego centrum. Dzielnica charakteryzuje się dużymi osiedlami domków jednorodzinnych położonych w zwartej zabudowie – okolice ulic H. Lange, Kociewskiej. Dzielnica ta graniczy z Osiedlem Przylesie na południu miasta oraz z Hermanowem na wschodzie. Przez dzielnice przejeżdża autobus linii 12, który obsługuje mieszkańców Przylesia, Koteż i Korytyby udających się w kierunku Rynku i dworca PKP.
W 1923 funkcjonowało tutaj gospodarstwo rolne należące do miasta.